# Lydtryk
Lydtrykket beskriver lydens fysiske styrke, altså om den er kraftig eller svag. Måleenheden for lydtryk er Pascal - ligesom for barometerstanden. Pascal forkortes Pa. Den svageste hørbare
lyd er cirka 0,00002 Pa, og en meget kraftig lyd er f.eks. 20 Pa. Ved dette kraftige lydtryk giver lyden anledning til smerte.
Lydtryksniveau og lydeffektniveau er to forskellige ting. Lydtryksniveauet måles for eksempel af en mikrofon, og er en direkte måling af lufttryk i Pascal, hvor lydeffektniveauet er en måling af den effekt der
bliver brugt til at generere lyden. Lydtryksniveauet bliver brugt til at måle lydtryk i decibel.